# Masacrul de la Kauhajoki
Pe data de 23 septembrie 2008, un incident deosebit de grav s-a petrecut la un colegiu din orașul finlandez Kauhajoki. Un tânăr de 22 de ani, pe nume Matti Juhani Saari, a împușcat mortal 10 elevi din colegiu, apoi și-a tras la rândul său un glonț în cap, murind peste câteva ore la spital.